# Saracens (féminines)
Ne doit pas être confondu avec Saracens.
Maillots
Actualités
Les Saracens sont un club féminin de rugby à XV basé à Hendon, dans l'agglomération du Grand Londres. C'est la section féminine du club homonyme. Fondé en 1989, le club dispute la Premiership Women's Rugby, la première division anglaise. C'est le club le plus titré de la ligue, avec trois trophées (2018, 2019 et 2022).

## Histoire
L'équipe féminine des Saracens est fondée en 1989 par un groupe de neuf joueuses qui avaient perçu le besoin d'un nouveau club au nord de Londres. La création d'une section féminine fut approuvée par les dirigeants des Saracens, dont l'équipe première venait de monter en première division. La condition posée fut de participer aux opérations commerciales du club.
Pour leur première saison, les Sarries remportaient le championnat de 2e division et obtenaient la promotion dans l'élite nationale. En 2000, l'équipe gagnait son premier titre de Premiership.
En 2001, la direction du club fut confiée à Lee Adamson, un ancien joueur des Saracens, qui allait diriger l'équipe jusqu'à 2007 et sa nomination à la tête de la sélection écossaise. Sous sa direction, l'équipe remportait trois nouveaux titres, dont les deux premiers d'une série de quatre trophées consécutifs, de 2006 à 2009. Pendant ces quatre saisons, les Sarries restaient invaincues, un exploit jamais accompli auparavant, et jamais reproduit à ce jour. L'équipe comptait alors dans ses rangs une des joueuses les plus emblématiques du pays, la 3e ligne Maggie Alphonsi.
Par la suite, les Saracens enchainaient cinq saisons sans titre, dont 3 deuxièmes places. En 2014, Rob Cain fut nommé entraineur et menait l'équipe à un doublé coupe-championnat en 2015. Cain a dirigé les Sarries jusqu'à 2018, quand il accepta le poste de sélectionneur des États-Unis. Il terminait son passage au club sur un dernier titre, au bout d'une saison qui vit émerger plusieurs jeunes joueuses issues du centre de formation et qui allaient par la suite devenir internationales (entre autres Hannah Botterman, Zoe Harrison, Helena Rowland).
Dirigées par leur nouvel entraineur Alex Austerberry et menées par leur capitaine Lotte Clapp, les Sarries s'imposaient par la suite comme une des équipes dominantes de la Premier 15s, le nouveau championnat professionnel mis en place par la fédération anglaise en 2017. L'équipe remportait deux nouveaux titres en 2019 et 2022, et terminait cinq années de suite à la première place de la saison régulière. C'est durant cette période que l'équipe a compté dans ses rangs la seule joueuse française à avoir porté les couleurs des Saracens, Séraphine Okemba.
En 2019, le club annonçait doubler son investissement dans la section féminine.
Jusqu'à 2014, les Sarries jouaient au Bramley Sports Ground à Enfield, et parfois à Vicarage Road, le stade du Watford FC. Par la suite, elles ont obtenu l'autorisation de jouer leurs matchs à domicile dans le même stade que les hommes, le stade Barnett Copthall, actuellement appelé StoneX Stadium pour des raisons de sponsoring.
Lors de la Coupe du monde 2021, les Sarries étaient représentées par vingt de leurs joueuses, au sein de sept sélections.

## Palmarès

### Trophées
- Championnat d'Angleterre : 2006, 2007, 2008, 2009, 2015, 2018, 2019, 2022
- Coupe d'Angleterre : 1991, 1993, 1996, 1997, 1998, 1999

### Bilan par saison
| Saison    | Classement | Compétition                       | Pts | MJ | V  | N | D | PM  | PE  | Diff | B  | Phase finale                              |
| --------- | ---------- | --------------------------------- | --- | -- | -- | - | - | --- | --- | ---- | -- | ----------------------------------------- |
| 2017-2018 | 1er        | Tyrrells Premier 15s              | 79  | 18 | 15 | 1 | 2 | 648 | 193 | +455 | 17 | Championnes (24-20 contre les Harlequins) |
| 2018-2019 | 1er        | Tyrrells Premier 15s              | 84  | 18 | 17 | 0 | 1 | 711 | 203 | +508 | 16 | Championnes (33-17 contre les Harlequins) |
| 2019-2020 | -          | Tyrrells Premier 15s              | 59  | 12 | 12 | 0 | 0 | 515 | 183 | +332 | 11 | saison annulée (pandémie de Covid-19)     |
| 2020-2021 | 1er        | Allianz Premier 15s               | 79  | 18 | 15 | 1 | 2 | 649 | 253 | +396 | 17 | Finale (17-25 contre les Harlequins)      |
| 2021-2022 | 1er        | Allianz Premier 15s               | 77  | 18 | 16 | 0 | 2 | 645 | 358 | +287 | 13 | Championnes (43-21 contre Exeter)         |
| 2022-2023 | 3e         | Allianz Premier 15s               | 75  | 18 | 15 | 0 | 3 | 792 | 315 | +477 | 15 | Demi-finale (21-24 contre Exeter)         |
| 2023-2024 | 2e         | Allianz Premiership Women's Rugby | 70  | 16 | 14 | 0 | 2 | 664 | 283 | +381 | 14 | Demi-finale (21-29 contre Bristol)        |

## Joueuses notables
- Holly Aitchison
- Margaret Alphonsi
- Karen Andrew
- Charlotte Barras
- Hannah Botterman
- Jess Breach
- Liza Burgess
- Hannah Casey (en)
- Charlotte Clapp
- Helen Clayton
- Poppy Cleall
- Kerrie-Ann Craddock (en)
- Leslie Cripps
- Sophie de Goede
- Alex Ellis
- Georgia Evans
- Amy Garnett
- Coreen Grant
- Zoe Harrison
- Leanne Infante
- Alev Kelter
- Sarah McKenna
- Louise McMillan
- Marlie Packer
- Jodie Rettie
- Donna Rose